# Mephenesin
Mephenesin là một thuốc giãn cơ trung ương. Nó có thể được sử dụng như một thuốc giải độc cho ngộ độc strychnine. Tuy nhiên, Mephenesin có những nhược điểm lớn là có thời gian tác dụng ngắn và ảnh hưởng lớn hơn đến tủy sống so với não, dẫn đến suy hô hấp rõ rệt ở liều lâm sàng và do đó chỉ số điều trị rất thấp. Nó đặc biệt nguy hiểm và có khả năng gây tử vong khi kết hợp với rượu và các chất gây trầm cảm khác. Mephenesin được sử dụng bởi Bernard Ludwig và Frank Berger để tổng hợp meprobamate, thuốc an thần đầu tiên để sử dụng lâm sàng rộng rãi. Mephenesin không còn có sẵn ở Bắc Mỹ mà được sử dụng ở Pháp, Ý và một vài quốc gia khác. Công dụng của nó phần lớn đã được thay thế bằng thuốc methocarbamol liên quan, được hấp thu tốt hơn.
Mephenesin có thể là một chất đối kháng thụ thể NMDA.